# غراهام بلاك
غراهام بلاك (14 مايو 1924 بأديلايد في أستراليا - 9 يوليو 2007) (بالإنجليزية: Graham Black)‏ هو لاعب كريكت أسترالي.

## وصلات خارجية
- غراهام بلاك على موقع إي آس بي آن كريك إنفو (الإنجليزية)